# Martin Sehnal
Martin Sehnal (* 25. října 1981) je český fotbalový útočník. Bydlí v Jedovnicích.
Jeho oblíbeným hráčem je Milan Baroš, oblíbeným zahraničním klubem je Chelsea FC.

## Hráčská kariéra

### Úspěchy
V sezoně 2008/09 se stal s 18 brankami nejlepším střelcem Moravskoslezské fotbalové ligy.

### Klubová kariéra
Začínal v Sokolu Senetářov, v mládežnickém věku hrál také v ČKD Blansko a Drnovicích. V soutěžích mužů debutoval za B-mužstvo Drnovic.
V Moravskoslezské fotbalové lize hrál za FK APOS Blansko a FC Dosta Bystrc-Kníničky. Ve 32 startech zaznamenal 18 branek (všechny za Blansko). V Divizi D dal přes 50 branek, v nejvyšší jihomoravské soutěži dal od reorganizace (2002) celkem 102 branky: 4 za Rousínov (2002/03), 22 za Blansko (2006/07) a 76 za Ráječko (od jara 2012) – platné po konci ročníku 2018/19.
Od jara 2012 je hráčem SK Olympia Ráječko.

### Ligová bilance
| Ročník                              | Zápasy | Góly | Minuty | Klub                     |
| ----------------------------------- | ------ | ---- | ------ | ------------------------ |
| Divize D 2007/08                    | –      | 21   | –      | FK APOS Blansko          |
| MSFL 2008/09                        | 29     | 18   | –      | FK APOS Blansko          |
| Divize D 2009/10                    | 23     | 11   | –      | FK APOS Blansko          |
| MSFL 2009/10                        | 3      | 0    | –      | FC Dosta Bystrc-Kníničky |
| Divize D 2010/11                    | 15     | 13   | –      | HFK Třebíč               |
| Divize D 2011/12                    | 16     | 10   | –      | FK APOS Blansko          |
| CELKEM III. LIGA – MSFL (2008–2009) | 32     | 18   | –      |                          |